# Sônia Braga

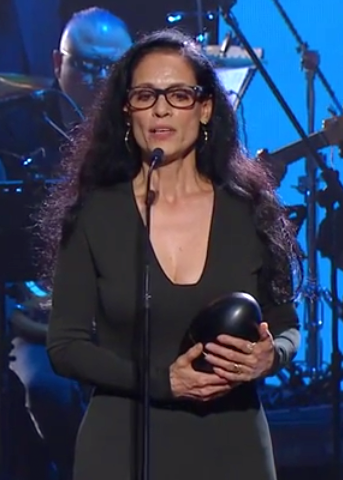
Sônia Braga z nagrodą Fênix (2016)

Sônia Maria Campos Braga (ur. 8 czerwca 1950 w Maringá w stanie Paraná) – brazylijska aktorka filmowa i telewizyjna. Ciotka Alice Bragi.

## Życiorys
W 1975 stała się sławna w Brazylii dzięki roli w telenoweli Gabriela, nakręconej na podstawie książki Jorge Amado. W następnym roku zagrała główną rolę w filmowej adaptacji powieści Jorge Amado Dona Flor i jej dwóch mężów.
Międzynarodową sławę przyniósł jej film Gabriela (1983), po którym wyjechała do USA, gdzie wystąpiła m.in. w Pocałunku kobiety pająka (1985), za który dostała nominację do Złotego Globu. 
Wystąpiła gościnnie w kilku telewizyjnych serialach jako gwiazda.
Zasiadała w jury konkursu głównego na 39. MFF w Cannes (1986).

## Filmografia
- 1969 O Bandido da Luz Vermelha - ofiara
- 1970 A Moreninha - Carolina, a Moreninha
- 1970 Cléo e Daniel - Sandra
- 1970 Irmaos Coragem - Lídia
- 1971 O Capitao Bandeira Contra o Doutor Moura Brazil - chłopak
- 1972 Vila Sésamo - Ana Maria
- 1972 Selva de Pedra - Flávia
- 1973 Mestiça, a Escrava Indomável - Mestiça
- 1974 Fogo Sobre Terra - Brisa
- 1975 Gabriela - Gabriela
- 1975 O Casal - Maria Lúcia
- 1976 Dona Flor i jej dwóch mężów (Dona Flor e Seus Dois Maridos) – Dona Flor
- 1976 Saramandaia - Marcina
- 1977 Espelho Mágico - Cinthia
- 1978 A Dama do Lotaçao - Solange
- 1978 W rytmie disco (Dancin' Days) – Júlia Matos
- 1980 Chega Mais - Gelly
- 1981 Eu Te Amo - Maria
- 1983 Gabriela - Gabriela
- 1985 Pocałunek kobiety pająka (Kiss of the Spider Woman) – Leni Lamaison/Marta/Spider Woman
- 1986 Bill Cosby Show (The Cosby Show) – Anna Maria Westlake
- 1987 Człowiek, który zerwał 1000 łańcuchów (The Man Who Broke 1,000 Chains) – Emily Del Pino Pacheco/Roberts
- 1988 Fasolowa wojna (The Milagro Beanfield War) – Ruby Archuleta
- 1988 Dyktator z Paradoru (Moon Over Parador) – Madonna
- 1990 Żółtodziób (The Rookie) – Liesl
- 1991 Ostatnia prostytutka (The Last Prostitute) – Loah
- 1993 Kogut (Roosters) – Juana
- 1994 Sezon w piekle (The Burning Season) – Regina de Catrvalho
- 1995 Streets of Laredo - Maria Garza
- 1995 Two Deaths - Ana Puscasu
- 1995 Mojżesz (Moses) – Sefora
- 1996 Tieta z Agreste (Tieta do Agreste) - Tieta
- 1997 Forsa w grze (Money Plays) – Irene
- 1998 A Will of Their Own - Jessica Lopez de la Cruz
- 1998 Four Corners - Carlota Alvarez
- 1999 Memórias Póstumas - Marcela
- 1999 Força de Um Desejo - Helena Silveira Sobral
- 2000 In the Shadow of Hollywood - ona sama
- 2000 Od zmierzchu do świtu 3 Córka kata (From Dusk Till Dawn 3 The Hangman's Daughter) – Quixtla
- 2001 Sędzia (The Judge) – Lily Acosta
- 2001 Perfumy (Perfume) – Irine Mancini
- 2001 Oczy anioła (Angel Eyes) – Josephine Pogue
- 2001 Sędzia (The Judge) – Lilly
- 2001 Seks w wielkim mieście (Sex and The City) – Maria Reyes
- 2002 Rodzina, ach rodzina (American Family) – Berta Gonzalez
- 2002 Imperium (Empire) – Iris
- 2003 Testosteron (Testosterone) - matka Pabla
- 2003 Prawo i porządek (Law & Order) – Helen
- 2004 Scene Stealers - Celia Crouch
- 2005 Szkoła wdzięku Marilyn Hotchkiss (Marilyn Hotchkiss’ Ballroom Dancing and Charm School) – Tina
- 2005 Sea of Dreams - Nurka
- 2005 Che Guevara - Celia
- 2005 Zaklinacz dusz (Ghost Whisperer) – Estella de la Costa (sezon 1, odc. 11)
- 2006 The Hottest State - pani Garcia
- 2006–2007 Na kartach życia (Páginas da vida) – Tônia Werneck
- 2007 Miasto śmierci (Bordertown) – Teresa
- 2010 Lope - Paquita
- 2010 Niewidzialny znak (An Invisible Sign) – matka
- 2012 Emoticon ;) - Sonia
- 2013 The Wine of Summer - Eliza
- 2016 Aquarius - Clara
- 2017 Cudowny chłopak (Wonder) - babcia
- 2018 Going Places
- 2019 Bacurau - Dominigas